# Île Brabant
Pour les articles homonymes, voir Brabant.
L'île Brabant est une île située au large de la côte occidentale de la péninsule Antarctique.
L'île se situe entre l'île Anvers et l'île Liège. Elle fait environ 50 km de long, dans une direction nord-sud, pour 25 km de large. Son plus haut point est le mont Parry à 2 520 m d'altitude. C'est la seconde plus grande île de l'archipel Palmer.
Elle est nommée ainsi par l'explorateur belge Adrien de Gerlache lors de l'expédition du navire Belgica de 1897-1899 en l'honneur de la province belge éponyme et de l'aide apportée par ses habitants à son expédition. Une plaque commémorative, installée à la pointe Metchnikoff sur le sommet de la moraine, est classée comme monument historique de l'Antarctique.
L'île est nommée Isla Brabante par le Chili et l'Argentine qui la revendiquent.